# التوزيع العشوائي للسكريات
التوزيع العشوائي للسكريات (بالإنجليزية: Glycorandomization)‏ هو اكتشاف دوائي ومنصة تكنولوجية لتطوير الأدوية من أجل تمكين التنويع السريع للجزيئات الصغيرة الفعالة حيويًا، والطلائع الدوائية و/أو الأدوية المُصادَق عليها من خلال ربط السكريات. طُوِّر في البداية بصفته طريقة سهلة للتلاعب ببدائل الكربوهيدرات للجليكوسيدات الموجودة بشكل طبيعي من أجل توفير مكتبات من المنتجات الطبيعية المتوافقة مع الجليكوسيلات المتمايزة، توسعت تطبيقات التوزيع العشوائي للسكريات لتشمل كلًا من الجزيئات الصغيرة (الطلائع الدوائية والأدوية المُصادَق عليها) وحتى الجزيئات الكبيرة (البروتينات). يُشار إليه أيضًا باسم «التنويع السكري»، أدى التوزيع العشوائي للسكريات إلى اكتشاف نظائر جليكوسيدية جديدة تظهر تحسنًا بالفاعلية والانتقائية و/أو إيه دي إم إي (امتصاص وتوزيع وتمثيل الغذاء وإفرازه) مقارنة بالجزيء الأصلي.

## تصنيف
الطريقة التقليدية لربط السكريات بالمنتجات الطبيعية أو الأدوية أو الطلائع الدوائية هي الجلكزة الكيميائية. يتطلب هذا النهج الكلاسيكي عادةً خطوات حماية/نزع حماية متعددة بالإضافة إلى تفاعل التفعيل/الاقتران الأنوميري الذي يمكن أن يؤدي، اعتمادًا على زوج المتبرع/المستقبِل للجليكوزيل، إلى خليط من الأنوميرات (المصاوغات الكربونيلية). على عكس الجلكزة الكيميائية الكلاسيكية، تكون طرق التوزيع العشوائي للسكريات متباينة (على سبيل المثال، تختلف عن مادة البداية الشائعة، انظر التصنيع المتباين) ولا تعتمد على السكر/ الجزء غير السكري أو الحماية/إزالة الحماية أو التفعيل الأنوميري للسكر. طُوِّرت استراتيجيتين تكميليتين لتحقيق التنويع/ التوزيع العشوائي للسكريات: إستراتيجية قائمة على الإنزيم يشار إليها باسم «التوزيع العشوائي للسكريات الكيميائي الإنزيمي»، وطريقة انتقائية كيميائية تعرف باسم «التوزيع العشوائي الجديد للسكريات». تبدأ كلتا الطريقتين بالسكريات المختزلة المجانية وجزء غير سكري مُستهدف من أجل توفير مكتبة من المركبات التي تختلف فقط بالسكريات الملحقة بالمنتج الطبيعي المستهدف أو الدواء أو الطليعة الدوائية.